# Miconia tetrasperma
Miconia tetrasperma är en tvåhjärtbladig växtart som beskrevs av Henry Allan Gleason. Miconia tetrasperma ingår i släktet Miconia och familjen Melastomataceae. Inga underarter finns listade i Catalogue of Life.